# Luca Capuano
Luca Capuano (Napoli, 7 marzo 1977) è un attore italiano, noto per essere stato l'interprete di Adriano Riva in CentoVetrine e di Edoardo Monforte nella serie Le tre rose di Eva.

## Biografia
Inizia a lavorare giovanissimo come modello e in campo pubblicitario, per poi debuttare come attore, prima in teatro e poi nel cinema e in televisione.
Fra i suoi lavori teatrali: Fateci un applauso (2001), regia di Fioretta Mari, e Miseria e nobiltà di Eduardo Scarpetta (2002-2003), diretto da Carlo Giuffré.
Il suo esordio nel cinema è del 2004 con un cameo nel film L'amore è eterno finché dura, regia di Carlo Verdone. Nel 2005 torna in televisione con il film per la TV Sexum superando - Isabella Morra, diretto da Marta Bifano.
Dopo aver partecipato a varie serie TV, sia Rai che Mediaset, nel 2008 entra nel cast della soap opera di Canale 5, CentoVetrine, dove interpreta il ruolo di Adriano Riva. Nel 2009 interpreta il ruolo di Romeo nella fiction Capri 3. Nel 2012 esce dal cast fisso di CentoVetrine ed entra in quello de Le tre rose di Eva, con il ruolo del perfido Edoardo Monforte. Nel 2013 è nel cast della seconda serie della fiction di Rai Uno, Che Dio ci aiuti con il ruolo di Francesco Limbiati. In primavera 2013 ritorna nel cast della seconda serie de Le tre rose di Eva, nel 2014 della terza e nel 2016 della quarta.
Dal 2018 interpreta Sandro Recalcati nella soap opera di Rai 1, Il paradiso delle signore, e dal 2019 riveste i panni dell'avvocato Aldo Leone nella soap opera di Rai 3, Un posto al sole. Negli anni a seguire prende poi parte alle fiction Fosca Innocenti, Le onde del passato e Il commissario Ricciardi 3.
Insegna recitazione gestendo delle masterclass a Roma, Firenze, Milano e Napoli.

## Vita privata
È sposato dal 2012 con l'attrice Carlotta Lo Greco, dalla quale nel 2008 ha avuto un bambino. Nell'aprile del 2013 la coppia ha avuto un secondo figlio. È personal trainer qualificato e anche guida subacquea.

## Filmografia

### Cinema
- L'amore è eterno finché dura, regia di Carlo Verdone (2004)
- Detective per caso, regia di Giorgio Romano (2019)
- L'estate più calda, regia di Matteo Pilati (2023)

### Televisione
- Il bello delle donne – serie TV (2001)
- Carabinieri 4 – serie TV (2005)
- Orgoglio capitolo secondo – serie TV (2005)
- La squadra 6 – serie TV (2005)
- Caterina e le sue figlie – miniserie TV (2005)
- Giovanni Paolo II, regia di John Kent Harrison – miniserie TV (2005)
- Sexum superando - Isabella Morra, regia di Marta Bifano – film TV (2005)
- Nati ieri – serie TV (2006)
- Caravaggio, regia di Angelo Longoni – miniserie TV (2007)
- Donna detective, regia di Cinzia TH Torrini – miniserie TV (2007)
- CentoVetrine – soap opera (2008-2012)
- Amiche mie, regia di Luca Miniero e Paolo Genovese – miniserie TV (2008)
- Il mercante di stoffe, regia di Antonio Baiocco – film TV (2009)
- Capri 3 – serie TV (2010)
- Le tre rose di Eva – serie TV (2012-2018)
- Che Dio ci aiuti 2 – serie TV (2013)
- I Cesaroni 6 – serie TV (2014)
- Provaci ancora prof! 7 – serie TV (2017)
- Il paradiso delle signore – soap opera (2018-2019, 2022)
- Un posto al sole – soap opera (2019)
- Fosca Innocenti – serie TV, episodio 1x01 (2022)
- Alessandro Borghese - Celebrity Chef (TV8, 2022) – concorrente
- Le onde del passato – serie TV, 5 episodi (2025)

## Teatro
- Fateci un applauso, regia di Fioretta Mari (2001)
- Enrico IV di Luigi Pirandello, regia di R. Guicciardini (2001-2002)
- Miseria e nobiltà di Eduardo Scarpetta, regia di Carlo Giuffré (2002-2003)
- Maria di Magdala, regia di Riccardo Reim (2006)